# Liste der Kulturdenkmäler in Ruthweiler
In der Liste der Kulturdenkmäler in Ruthweiler sind alle Kulturdenkmäler der rheinland-pfälzischen Ortsgemeinde Ruthweiler aufgeführt. Grundlage ist die Denkmalliste des Landes Rheinland-Pfalz (Stand: 6. September 2022).

## Einzeldenkmäler
| Bezeichnung             | Lage                | Baujahr | Beschreibung | Bild            |
| ----------------------- | ------------------- | ------- | --- | --------------- |
| Getreide- und Sägemühle | Hauptstraße 10 Lage | 1869    | ehemalige Getreidemühle und Lohnsägerei; anspruchsvoller Quaderbau, 1869, über drei älteren Kellergeschossen, Wasserhaus mit Mühlrad; Lohnsägerei mit Stallungen | Fotos hochladen |
| Zollhaus                | Hauptstraße 19 Lage | 1831    | ehemaliges Zollhaus des Fürstentums Lichtenberg; Putzbau über hohem Quadersockel, 1831, Architekt Johann Martin Flaadt, St. Wendel, Erweiterung 1856             | Fotos hochladen |